# Zimowa Uniwersjada 2021
Zimowa Uniwersjada 2021 – 30. edycja zimowej Uniwersjady miała rozegrana zostać w dniach 11–21 grudnia w Lucernie. Zawody chciano przeprowadzić w 60 konkurencjach w 10 dyscyplinach. Początkowo zawody planowano rozegrać w dniach 21-31 stycznia 2021, lecz 31 sierpnia 2020 Międzynarodowa Federacja Sportu Uniwersyteckiego podjęła decyzję o przełożeniu imprezy na późniejszy  termin. Powodem podjęcia tej decyzji była Pandemia COVID-19 w Szwajcarii.
W listopadzie 2020 roku podjęto decyzję, iż Zimowa Uniwersjada 2021 zostanie rozegrana w dniach 11-21 grudnia 2021 roku.
5 marca 2016 roku Międzynarodowa Federacja Sportu Uniwersyteckiego zatwierdziła w Brukseli miasto Lucernę jako gospodarza zimowej Uniwersjady.
Będzie to druga edycja zimowej uniwersjady rozegrana na terenie Szwajcarii. Wcześniej zawody tej rangi odbyły się w Villars-sur-Ollon w 1962 roku.
29 listopada 2021 na tydzień przed pierwszymi zmaganiami komitet organizacyjny podjął decyzję o odwołaniu tej imprezy. Głównym powodem były restrykcje w podróżowaniu wprowadzone przez szwajcarski rząd w związku z rozszerzającymi się wariantami zakażeń wirusem Omikron.

## Dyscypliny
Na Uniwersjadzie rozegranych zostanie 60 konkurencji w 10 dyscyplinach.

- Biathlon (szczegóły) (8)
- Biegi narciarskie (szczegóły) (11)
- Curling (szczegóły) (2)
- Hokej na lodzie (szczegóły) (2)
- Łyżwiarstwo figurowe (szczegóły) (3)
- Narciarski bieg na orientację (szczegóły) (5)
- Narciarstwo alpejskie (szczegóły) (9)
- Narciarstwo dowolne (szczegóły) (4)
- Short track (szczegóły) (8)
- Snowboarding (szczegóły) (8)

## Kalendarz
Źródło:
| OC | Ceremonia otwarcia | ● | Eliminacje | 1 | Finały | CC | Ceremonia zamknięcia |

| Grudzień                      | 6 Pon | 7 Wt | 8 Śr | 9 Czw | 10 Pią | 11 Sob | 12 Nie | 13 Pon | 14 Wt | 15 Śr | 16 Czw | 17 Pią | 18 Sob | 19 Nie | 20 Pon | 21 Wt | Konkurencje |
| ----------------------------- | ----- | ---- | ---- | ----- | ------ | ------ | ------ | ------ | ----- | ----- | ------ | ------ | ------ | ------ | ------ | ----- | ----------- |
| Ceremonie                     |       |      |      |       |        | OC     |        |        |       |       |        |        |        |        |        | CC    |             |
| Narciarstwo alpejskie         |       |      |      |       |        |        | 2      |        | 1     | 1     | 1      | 1      | 1      | 2      |        |       | 9           |
| Biathlon                      |       |      |      |       |        |        |        | 2      |       | 2     | 2      |        | 2      |        |        |       | 8           |
| Biegi narciarskie             |       |      |      |       |        |        | 2      | 2      |       | 1     |        | 2      | 2      | 2      |        |       | 11          |
| Curling                       | ●     | ●    | ●    | ●     | ●      | ●      | ●      | ●      | 2     |       |        |        |        |        |        |       | 2           |
| Łyżwiarstwo figurowe          |       |      |      |       |        |        |        |        |       |       |        | ●      | 1      | 1      | 1      |       | 3           |
| Narciarstwo dowolne           |       |      |      |       |        |        |        |        |       | 2     |        |        |        | 2      |        |       | 4           |
| Hokej na lodzie               |       |      |      |       | ●      | ●      | ●      | ●      | ●     | ●     | ●      | ●      | ●      | ●      | 1      | 1     | 2           |
| Short track                   |       |      |      |       |        |        | 2      | 2      | 4     |       |        |        |        |        |        |       | 8           |
| Narciarski bieg na orientację |       |      |      |       |        |        |        |        | 2     |       | 2      | 1      |        |        |        |       | 5           |
| Snowboarding                  |       |      |      |       |        |        |        |        | 2     | 2     |        | 2      |        | 2      |        |       | 8           |
| Suma konkurencji              |       |      |      |       |        |        | 6      | 6      | 11    | 8     | 5      | 6      | 6      | 9      | 2      | 1     | 60          |
| Suma łączna                   |       |      |      |       |        |        | 6      | 12     | 23    | 31    | 36     | 42     | 48     | 57     | 59     | 60    |             |
| Grudzień                      | 6 Pon | 7 Wt | 8 Śr | 9 Czw | 10 Pią | 11 Sob | 12 Nie | 13 Pon | 14 Wt | 15 Śr | 16 Czw | 17 Pią | 18 Sob | 19 Nie | 20 Pon | 21 Wt | Konkurencje |

## Miejsca

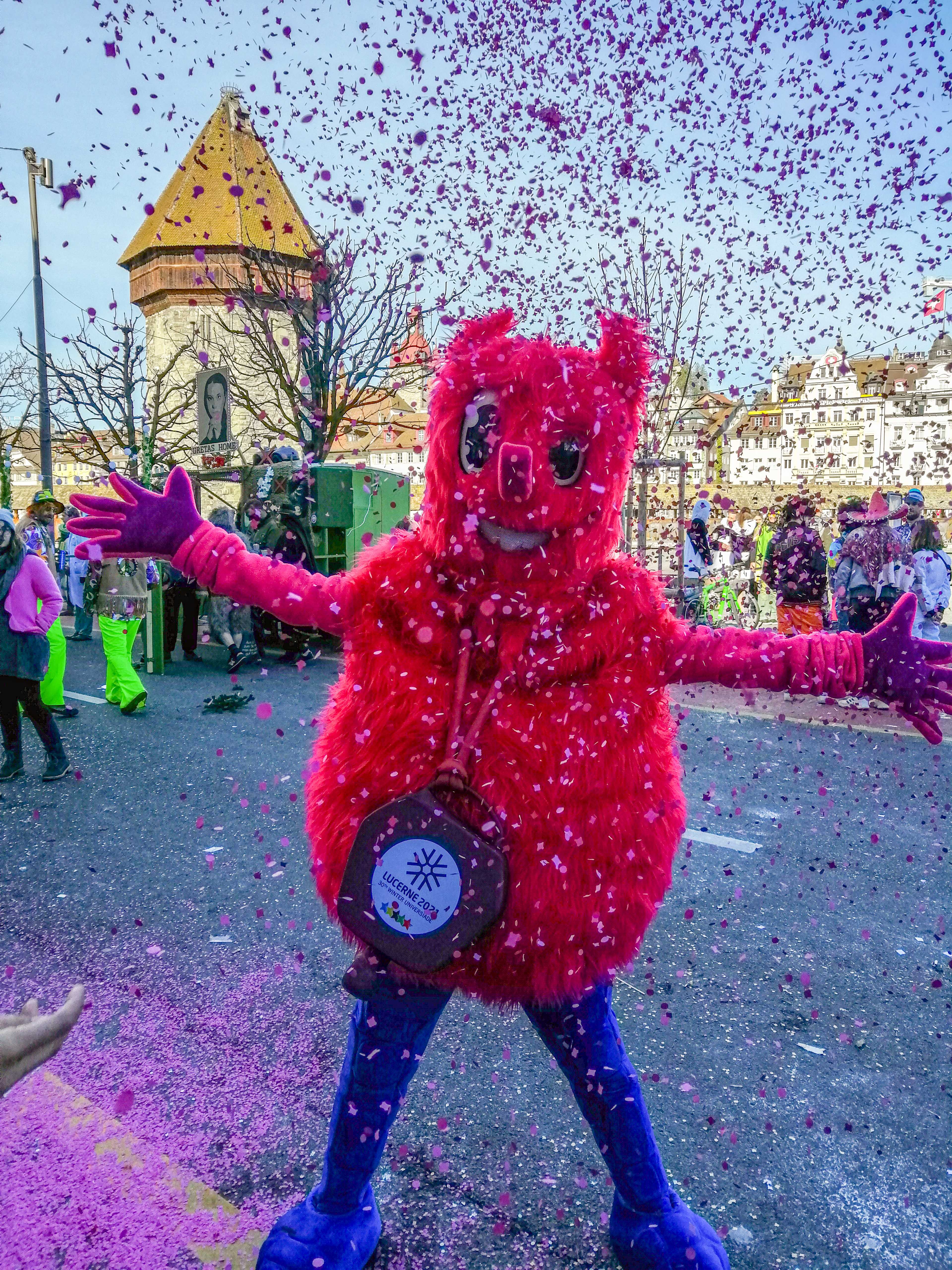
Wuli oficjalna maskotka

| Miejscowość     | Arena sportowa                  | Dyscyplina                              |
| --------------- | ------------------------------- | --------------------------------------- |
| Andermatt-Realp | Realp Nordic Center             | Biegi narciarskie                       |
| Engelberg       | Sporting Park                   | Curling                                 |
| Engelberg       | Jochpass 2222                   | Snowboarding, Narciarstwo dowolne       |
| Lenzerheide     | Biathlon Arena Lenzerheide      | Biathlon, Narciarski bieg na orientację |
| Lucerna         | Regional Ice Center             | Łyżwiarstwo figurowe, Short track       |
| Stoos           | Franz-Heinzer-Piste / Maggiweid | Narciarstwo alpejskie                   |
| Sursee          | Sursee Ice Center               | Hokej na lodzie                         |
| Zug             | Bossard Arena                   | Hokej na lodzie                         |